# Wikibooks

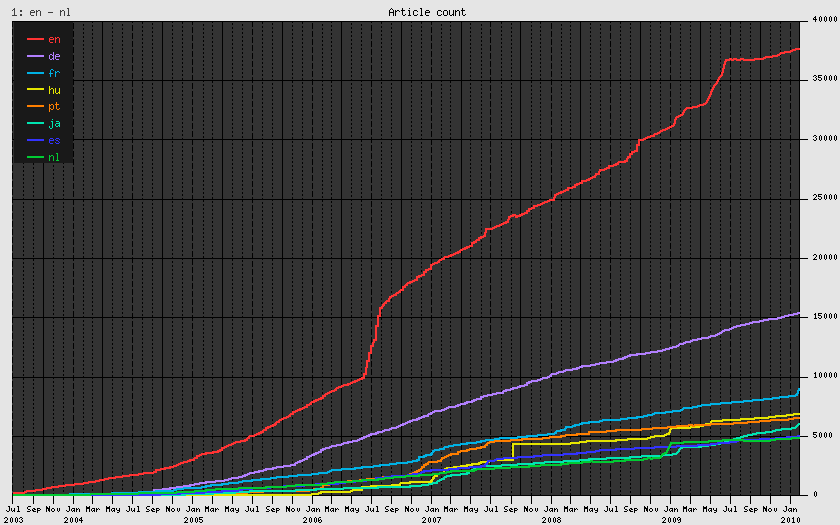
Wzrost 8 największych edycji Wikibooks

Wikibooks (dosł. Wikiksiążki, pierwotnie Wikimedia Free Textbook Project) – jeden z projektów Wikimedia Foundation, uruchomiony 10 lipca 2003 r. Jest to projekt siostrzany Wikipedii, który ma na celu poszerzanie i rozpowszechnianie darmowych, otwartych do edycji materiałów edukacyjnych, takich jak podręczniki szkolne, akademickie, poradniki, instrukcje obsługi oraz im podobne. Podręczniki Wikibooks, tak samo jak artykuły Wikipedii, są dostępne na zasadach Licencji Wolnej Dokumentacji GNU oraz Licencji Creative Commons; uznanie autorstwa – na tych samych warunkach 3.0.

## Historia
Projekt został uruchomiony na wniosek wikipedysty Karla Wicka, który chciał znaleźć miejsce na pisanie w trybie wiki otwartych, rozbudowanych tekstów, takich jak np. podręcznik do chemii organicznej czy fizyki, ażeby zredukować koszty nabywania wiedzy w szkołach i uczelniach wyższych.
Niektóre z pierwszych tekstów były całkowicie oryginalną twórczością uczestników projektu, a inne stanowiły kopie lub rozwinięcie na bazie kopii tekstów dostępnych na wolnych licencjach w Internecie.
Polska wersja Wikibooks została uruchomiona 24 stycznia 2004 jako część anglojęzycznych Wikibooks. 25 lipca 2004 uruchomione zostało osobne wiki dla polskiego projektu. Aktualnie serwis zawiera ponad 5000 „modułów” (październik 2010) – tzn. rozdziałów, spisów treści i im podobnych stron z treścią podręczników. Na angielskich Wikibooks jest już ponad 35 000 modułów, gdzie ze względu na dużą liczbę książek nie są one tam umieszczone w jednym spisie, tylko podzielone na tematyczne „półki” (bookshelves).

## Podprojekty

### Wikijunior
Wikijunior jest kolejnym projektem Wikimedia Foundation, powstałym 7 października 2004, gdy Beck Foundation przekazała Wikimedia Foundation grant w wysokości 10 000 dolarów na stworzenie materiałów edukacyjnych dla dzieci. Działa on w ramach projektu Wikibooks. Książki te zawierają wiele ilustracji, fotografii, diagramów i oryginalnych rysunków. Pisane są przez społeczność pisarzy, nauczycieli, studentów i młodych ludzi z całego świata. Książki te niosą ze sobą prawdziwe i weryfikowalne informacje. Książki rozprowadzane są na zasadach wolnej licencji GNU Free Documentation License.

### Wikiwersytet
Również jako podprojekt angielskich Wikibooks narodził się Wikiwersytet. Jego uczestnicy ze względu na plany wykraczające poza formułę Wikibooks (organizowanie grup studentów uczących się danych przedmiotów, tworzenie raczej stenopisów dla „kursów”, wyników własnych badań i zamieszczania związanych z tym materiałów edukacyjnych niż podręczników czy rzeczowych poradników) zaczęli starania o utworzenie osobnego projektu. Po odrzuceniu pierwszej koncepcji Wikiversity w głosowaniu na Meta-Wiki, w drugim głosowaniu zmodyfikowana propozycja uzyskała akceptację i została uruchomiona testowa wiki Wikiversity, a niektóre materiały z Wikibooks zaczęły być tam przenoszone.